# Katharina Loth
Katharina Loth, född 1700 i Neunkirchen, död 12 december 1762 i St. Ingbert, var en tysk industriman. Hon var från 1743 ägare av smältverken i Trier.